# Гогенлоэ, Хлодвиг
Князь Хлодвиг Карл Виктор цу Гогенлоэ-Шиллингсфюрст, принц фон Ратибор-унд-Корвей (нем. Chlodwig Carl Viktor zu Hohenlohe-Schillingsfürst, Prinz von Ratibor und von Corvey; 31 марта 1819 — 6 июля 1901) — немецкий политик и дипломат, один из создателей Германской империи, принц Корвейский и Ратиборский.

## Биография
Представитель княжеского дома Гогенлоэ. Женат на княжне М. Л. Витгенштейн — внучке российского фельдмаршала и наследнице радзивилловского состояния. Родственник жены Вильгельма II. Младший брат — кардинал Густав Адольф фон Гогенлоэ-Шиллингсфюрст.

### Государственная служба в Баварии
В 1846 году занял место в баварском рейхсрате. Премьер-министр, министр иностранных дел и министр королевского двора Баварии в 1866—1870 годах. Являлся сторонником политического объединения Германии в единое государство. После создания Германской империи перешёл на государственную службу единой Германии.

### Государственная служба в Германской империи
Гогенлоэ занимал пост первого вице-президента рейхстага.
Посол Германии во Франции в 1874—1885 годах. Заняв этот пост Гогенлоэ обнаружил, что его предшественник Гарри Карл Курт Эдуард фон Арним изъял ряд важных государственных документов касающихся будущего упразднения папского престола и конклава, о чём, 8 июня 1874 года сообщил в Берлин. Это инициировало длительную судебную тяжбу, которая была прекращена только по смерти Гарри фон Арнима. С апреля по август 1880 года статс-секретарь имперского ведомства иностранных дел.
Наместник Эльзас-Лотарингии в 1885—1894 годах.
Канцлер Германии в 1894—1900 годах. С 1898 года власть фактически перешла в руки статс-секретаря по иностранным делам Б. фон Бюлова, сменившего Гогенлоэ на посту канцлера в 1900 году.

## Брак и дети
В 1847 году Хлодвиг цу Гогенлоэ-Шиллингсфюрст женился на Марии Витгенштейн (1829–1897), дочери Льва Петровича Витгенштейна и внучке русского фельдмаршала Петра Христиановича Витгенштейна.
В браке родились четыре сына и две дочери:
- Елизавета Гогенлоэ-Шиллингсфюрст (1847–1915)
- Стефани Гогенлоэ-Шиллингсфюрст (1851–1882)
- Принц Филипп Эрнст Гогенлоэ-Шиллингсфюрст (1853–1915)
- Альберт Франц Доминикус Гогенлоэ-Шиллингсфюрст (1857–1866)
- Мориц Гогенлоэ-Шиллингсфюрст (1862–1940)
- Александр Гогенлоэ-Шиллингсфюрст (1862–1924)

Сыновья были крещены католиками по отцу, дочери протестантками по матери.